# Casa Francesc Mas
La Casa Francesc Mas és un edifici del municipi de Granollers (Vallès Oriental) protegit com a bé cultural d'interès local.

## Descripció
És un edifici de parets mitgeres, que té planta baixa i dos pisos. Façana plana arrebossada; portal d'entrada amb arc de mig punt de grans dovelles, balcó amb arc pla i llinda d'una sola peça al primer pis. Al segon, hi ha una finestra d'arc pla amb ampit.

## Història
El segle xvi ha estat qualificat com el segle d'or de la ciutat amb uns grans excedents econòmics, producte de la gran activitat que visqué la vila al caliu del seu mercat, centre d'intercanvi comercial de la comarca. La ciutat creix i el nucli emmurallat medieval es fa insuficient. En aquest segle pren volada la primera expansió fora muralles, de forma lineal, seguint el camí ral, formant els ravals del carrer Corró, al nord, el de Barcelona al sud. Aquesta casa pertany a la xarxa de noves construccions d'aquest segle, amb edificis tan importants com la Porxada i el Convent de Sant Francesc, de frares mínims.